# Henryjev zakon
Henryjev zakon je plinski zakon, koji tvrdi da kod konstantne temperature, količina otopljenog plina u kapljevini, je direktno proporcionalna s parcijalnim tlakom tog plina, u ravnoteži s tekućinom. Njega je postavio William Henry 1803. Drugim riječima, topljivost plina u tekućini je izravno proporcionalna tlaku plina iznad tekućine.
Svakodnevni primjer Henryjevog zakona su gazirana pića. Prije nego što se boca s gaziranim pićem otvori, plin iznad pića u boci je skoro čisti ugljikov dioksid, s pritiskom malo većim od atmosferskog tlaka. Piće isto ima otopljenog ugljikovog dioksida u sebi. Kada bocu otvorimo, dio plina u boci pobjegne, davajući karakteristični piskavi šum. Kako je tlak iznad tekućine niži, dio rastopljenog ugljikovog dioksida izlazi iz otopine u obliku mjehurića, sve dok se ne uspostavi ravnoteža.

## Formula i konstanta Henryjevog zakona
Henryjev zakon u matematičkom obliku glasi:
{\displaystyle p=k_{\rm {H}}\,c}
gdje je: p – parcijalni tlak otopljenog plina, u zraku iznad otopine, c – koncentracija otopljene tvari i kH – Henryjeva konstanta, koja ovisi o otopljenoj tvari, otopini i temperaturi. Neke vrijednosti kH za plinove otopljene u vodi, na temperaturi 298 K (25 ºC) su:
kisik (O2) : 769,2 L·atm/mol
ugljikov dioksid (CO2) : 29,4 L·atm/mol
vodik (H2) : 1282,1 L·atm/mol

### Ostali oblici Henryjevog zakon
U raznoj literaturi mogu se naći razni oblici Henryjevog zakon, koje vidimo u tablici:
| jednadžbe: | {\displaystyle k_{\mathrm {H,pc} }={\frac {p}{c}}}                         | {\displaystyle k_{\mathrm {H,cp} }={\frac {c}{p}}}                         | {\displaystyle k_{\mathrm {H,px} }={\frac {p}{x}}} | {\displaystyle k_{\mathrm {H,cc} }={\frac {c_{\mathrm {aq} }}{c_{\mathrm {gas} }}}} |
| jedinice:  | {\displaystyle {\frac {\mathrm {L} \cdot \mathrm {atm} }{\mathrm {mol} }}} | {\displaystyle {\frac {\mathrm {mol} }{\mathrm {L} \cdot \mathrm {atm} }}} | {\displaystyle {\rm {atm\,}}}                      | bez dimenzije                                                                       |
| ---------- | -------------------------------------------------------------------------- | -------------------------------------------------------------------------- | -------------------------------------------------- | ----------------------------------------------------------------------------------- |
| O2         | 769,23                                                                     | 1,3·10−3                                                                   | 4,259·104                                          | 3,180·10−2                                                                          |
| H2         | 1282,05                                                                    | 7,8·10−4                                                                   | 7,099·104                                          | 1,907·10−2                                                                          |
| CO2        | 29,41                                                                      | 3,4·10−2                                                                   | 0,163·104                                          | 0,8317                                                                              |
| N2         | 1639,34                                                                    | 6,1·10−4                                                                   | 9,077·104                                          | 1,492·10−2                                                                          |
| He         | 2702,7                                                                     | 3,7·10−4                                                                   | 14,97·104                                          | 9,051·10−3                                                                          |
| Ne         | 2222,22                                                                    | 4,5·10−4                                                                   | 12,30·104                                          | 1,101·10−2                                                                          |
| Ar         | 714,28                                                                     | 1,4·10−3                                                                   | 3,955·104                                          | 3,425·10−2                                                                          |
| CO         | 1052,63                                                                    | 9,5·10−4                                                                   | 5,828·104                                          | 2,324·10−2                                                                          |

gdje je:
c = koncentracija otopljene tvari u otopini (u mol/L)
p = parcijalni tlak otopljenog plina, u zraku iznad otopine (u atm)
x = molni udio plina u otopini (bez dimenzija)
Henryjev zakon se može primijeniti samo za otopine koje ne reagiraju kemijski s otopljenom tvari. Tipičan primjer za plin koji reagira s otopinom je ugljikov doksid, koji stvara ugljikovu kiselinu (H2CO3), do određenog stupnja u vodi.

## Temperaturna ovisnost Henryjeve konstante o temperature
Kako se temperature mijenja, tako se i mijenja Henryjeva konstanta. Postoje razne formule koje izražavaju utjecaj temperature na Henryjevu konstantu. Tako na primjer van’t Hoffova jednadžba glasi:
{\displaystyle k_{\rm {H,pc}}(T)=k_{\rm {H,pc}}(T^{\ominus })\,\exp {\left[-C\,\left({\frac {1}{T}}-{\frac {1}{T^{\ominus }}}\right)\right]}\,}
{\displaystyle k_{\rm {H,cp}}(T)=k_{\rm {H,cp}}(T^{\ominus })\,\exp {\left[C\,\left({\frac {1}{T}}-{\frac {1}{T^{\ominus }}}\right)\right]}\,}
gdje je:
kH – Henryjeva konstanta ovisna o temperaturi
T  - apsolutna temperatura
To – odnosi se na standardnu temperaturu (298 K).
Ova jednadžba je samo približna vrijednost, i treba je koristiti samo ako nema rezultata pokusa za određeni plin.
Sljedeća tablica daje neke vrijednosti C (u Kelvinima) za gornju jednadžbu:
| Plin | O2   | H2  | CO2  | N2   | He  | Ne  | Ar   | CO   |
| C(K) | 1700 | 500 | 2400 | 1300 | 230 | 490 | 1300 | 1300 |

Kako se topljivost plinova obično smanjuje s povećanjem temperature, parcijalni tlak obično raste. Dok grijemo vodu (zasićenu s dušikom) od 25 °C do 95 °C, topljivost će se smanjiti za 43 % od početne vrijednosti. To se može vidjeti na dnu posude u kojoj grijemo vodu, gdje mjehurići plina izlaze puno prije nego što se dostigne vrelište. Slično tome, ugljikov dioksid u gaziranom piću izlazi puno brže ako se ne hladi, jer se povećava parcijalni tlak s povećanjem temperature. Parcijalni tlak CO2 u plinskoj fazi, u ravnoteži s morskom vodom, postaje dvostruk svakih 16 °C povećanja temperature.
Konstanta C se može izraziti kao:
{\displaystyle C=-{\frac {\Delta _{\rm {solv}}H}{R}}=-{\frac {{\rm {d}}\left[\ln k_{\rm {H}}(T)\right]}{{\rm {d}}(1/T)}}}
gdje je:
ΔsolvH - entalpija otapanja
R – univerzalna plinska konstanta
Topljivost plinova se ne smanjuje uvijek s povećanjem temperature. Za vodene otopine, Henryjeva konstanta ima obično svoj maksimum. Za većinu plinova, minimum je ispod 120 °C.  Primjećeno je da što je manja plinska molekula (manja je topljivost u vodi), manja je temperatura maksimuma Henryjeve konstante. Tako je za helij maksimum oko 30 °C, 92 do 93 °C za argon, dušik i kisik, i 114 °C za ksenon.

## U geofizici
U geofizici, jedan oblik Henryjevog zakona, za topljivost plemenitih plinova u kontaktu s otopljenim silikatima, je sljedeći:
{\displaystyle C_{\rm {melt}}/C_{\rm {gas}}=\exp \left[-\beta (\mu _{\rm {melt}}^{\rm {E}}-\mu _{\rm {gas}}^{\rm {E}})\right]\,}
gdje je:
C - koncentracija otopljenog plina u talini i u plinskoj fazi
β - 1/kBT, obrnuta temperaturna skala: kB = Boltzmannova konstanta
µE - višak kemijskog potencijala otopljenog plina u dvije faze

## Usporedba s Raoultovim zakonom
Za otopine, koncentracija otopljene tvari je otprilike proporcionalna s molnim udjelom x, i Henryjev zakon se može pisati kao:
{\displaystyle p=k_{\rm {H}}\,x}
To se može usporediti s Raoultovim zakonom:
{\displaystyle p=p^{\star }\,x}
gdje je p* - parni pritisak čiste komponente.
Na prvi pogled, Raultov zakon izgleda kao poseban slučaj Henryjevog zakona, gdje vrijedi kH = p*. To vrijedi za kemijske spojeve koji su slični, kao benzene i toulen, koji se pokoravaju Raultovom zakonu u cijelom rasponu: takve mješavine se nazivaju “idealne":
Raoultov zakon: {\displaystyle \lim _{x\to 1}\left({\frac {p}{x}}\right)=p^{\star }}
Henryjev zakon: {\displaystyle \lim _{x\to 0}\left({\frac {p}{x}}\right)=k_{\rm {H}}}